# 変態王子と笑わない猫。
『変態王子と笑わない猫。』（へんたいおうじとわらわないねこ）は、さがら総による日本のライトノベルおよびそれを原作としたメディアミックス作品。イラストはカントクが担当。MF文庫J（メディアファクトリー→KADOKAWA）より2010年10月から2019年3月まで刊行された。略称は「変猫」、「変態王子」、「とわない」。MF文庫J第1巻の発売に先駆けて、番外編「第0話」が携帯サイト「MF文庫J☆モバイル」で公開されていた。
第6回MF文庫Jライトノベル新人賞最優秀賞受賞作。第1巻は2010年時点でMF文庫J史上最高の初動売上を記録していた。「みんなで選ぶベストラノベ2011」ではコメディ部門で8位を獲得している。2018年3月時点でシリーズ累計部数は215万部を突破している。
『月刊コミックアライブ』2011年5月号にてお米軒の作画によるコミカライズが発表され、翌6月号から2018年4月号まで連載された。

## あらすじ
常に女子のことばかりを考えている横寺陽人は、自分が所属している陸上部の部長、鋼鉄の王から次期部長に指名される。しかし陽人はもともと水泳部の女の子の水着を見るという不純な動機で陸上部に所属していたため、やる気がなく断りたかったが、どうしても建前で喋ってしまい、中々本音が言えず断れずにいた。
そんなある日、小学校からの腐れ縁で陽人と同じようにエロいことばかり考えているポン太が、町外れの一本杉の丘にある「笑わない猫」像に願って自らの煩悩を引き取ってもらい煩悩から解放されたという話を聞く。聞けばその「笑わない猫」像は、お供え物を捧げることで、自分がいらないと思う何かを、それを必要としている他の誰かに渡してくれるという。
陽人は半信半疑ながら、藁にもすがる思いで自らの「建前」を猫像に引き取ってもらおうと像のある一本杉の丘に向かうと、そこで筒隠月子と出会う。いわく、月子も猫像にいらない「本音」を引き取ってもらおうと考えていたという。月子と共に像に願うと、供物を畳むためのベルトと月子の持っていた肉まんが消滅し、同時に陽人からは建前が、月子からは本音、すなわち表情が消えていた。
建前が消えてしまったために自分の考えていること、すなわち、物欲が全て言葉に出るようになってしまい、やがて学校中から変態であると認識され、変態王子という渾名が付けられ避けられるようになってしまう。陽人は月子と協力して、それぞれの失ったものを取り戻そうと奔走する。
そこで陽人は建前ばかりで喋る少女、小豆梓に出会う。彼女のしていたチョーカーが猫像の供物として消えたベルトと似ていたことから、陽人は建前が彼女に渡されたと考え、それを取り戻そうとする。

## 登場人物
本作品の登場人物は横寺陽人（よこでら ようと）、筒隠月子（つつかくし つきこ）などのように苗字と名前の最初の仮名が同一の、韻を踏んだかたちであることが多い。声はテレビアニメおよびドラマCDの声優。

### 主要人物
横寺 陽人（よこでら ようと）
声 - 梶裕貴、小松未可子（幼少期）
本作の主人公。一人称は「ぼく」。都内の高校に通う高校2年生で両親と四葉という姉がいる。成績は悪く、非常に忘れっぽいがオスカー・ワイルドを心の師としており彼の言葉を引用することがある。
常に女子のことばかりを考えているが、小学生のころから自らの煩悩に従った行為が結果的に善行だと誤解され、建前でその誤解を解かずにいるために真面目な人間であるとしばしば誤解されていた。活動場所が隣接していたことから女子水泳部を覗き見できるという不純極まりない動機で陸上部に在籍しており、毎日欠かさず部活に出席していたことから、部長であるつくしから「熱心な部員」として受け止められて、次期部長に指名されてしまった。本人はやる気がなく、悩んでいた「笑わない猫」の噂を聞いて、さっそく願い、梓に「建前」を渡したが、それ以来、そこまでしゃべる必要のない自らの本音（性欲や物欲）が常に口をついて出てしまい、以降「変態王子」という渾名で呼ばれ、陸上部では暫定部員に格下げされたうえ、周囲に避けられたり酷い扱いを受けたりするようになってしまった。梓と和解をしたことで一度は「建前」を取り戻すが、つくしから「兄」として月子を守るため、「笑わない猫」の力で「羞恥心」を捨てた結果、以前ほどではないものの「本音」が口に出るようになる。
女性の涙には弱く女の子を気にかける優しさも持ち合わせており、自分に好意を向ける女性達の想いに応えようとして色々と試行錯誤する。
幼少期は通っていた保育園の保母だった筒隠姉妹の母・ツカサに懐いており、筒隠家によく遊びに行っていた。過去へやってきた未来の自分や月子と出会ったことで、幼少期の筒隠姉妹と面識を持つ。母との想い出を求めるつくしに自分の「思い出」を譲り、その代償として日常的に接している人間との記憶は保持できるものの、一度交流が途絶えた人間との記憶は忘却するようになる。
陸上部員だけに走るのが得意で逃げ足にも応用している。
作者のさがらは陽人について、本来であれば共感要素よりも読者の猜疑心を生み出すタイプの主人公だとしながらも、「女の子可愛い」「下着見たい」のような言葉を乗せていくことで重苦しい展開においても重苦しくないように書けると語っている。
横寺・弟（よこでら・おとうと）
極度のシスコンであるつくしが月子と一緒にいることの多い陽人に対して矛先を向けられないために、とっさの思い付きで、双子の弟ということとしてでっち上げた架空の人物。区別を付けるために弟を演じる時の一人称は「おれ」となっている。
陽人はつくしに謙虚なのに対し、弟を演じている時には「バカ」などの暴言を平気で言うため、傍から見ればバレバレであるが普段の陽人を信頼しているつくしからだけは全くの別人と思われている。
月子や梓と遊んでいる所を目撃されたために、つくしからは「妹を誑かす不埒な二股男」として敵対視されていたが、第2巻の事件を切っ掛けとして、つくしから好意を抱かれるようになる。そのため、つくしを説得する時に引き合いに出されることがある。
筒隠 月子（つつかくし つきこ）
声 - 小倉唯
本作のヒロインの一人。一人称は「わたし」。陽人の高校に通う高校1年生。もみ上げは右だけのショートヘアで左側に尻尾のような一房のお下げがあり、これを弄る癖がある。幼い容姿をしており胸は小さく、青みがかった瞳をしている。陽人から「猫のよう」と評されている。由緒ある良家・筒隠家の次女で、物心がつく前に父と母を亡くしており、姉のつくしと2人で暮らしている。友人達からは「つーちゃん」と呼ばれている。姉とは眼の色が瓜二つ。
本来は表情豊かな人物だが、自らの子供っぽい部分を嫌っており、笑わない猫に「表情」を引き取ってもらおうと願い、それ以降感情が表情や語気に表れなくなっている。また寂しがり屋な面もあり、姉との溝を感じていたことも「表情」を捨てる一因だった。和解後は猫像に渡っていた「本音」をつくしに譲っている。また、大食漢で肉まんが好物。
料理、絵、マッサージ、クレーンゲームが得意で、自室には数々のゲームやゾンビ映画のDVDを所有している。またババ抜きや大富豪などのトランプ遊びが好き。その一方歌は下手で、エミからラフレシア並みの音痴とまで酷評されている。姉の影響を受けて児童福祉クラブに所属しており、同学年の部員たちと良好な関係を築いている。
陽人に好意を抱いており、毎朝起こしに来たり、二人きりの時は名前で呼んでもらうようにしている。また彼の変態性にも冗談で返すなど、ある程度の行いには寛容である。その一方で自分以外の女の子と仲良くしている姿を見て不機嫌になったり、陽人の一番であることにこだわるなどの嫉妬深い面を見せている。一方、梓に対しては姉妹の様に慕う一方で恋のライバルとして衝突することもあったが、第7巻では歩み寄り、互いに渾名で呼び合うようになる。
第6巻で梓に「本当の意味での恋」を知らないでいることを指摘され、修学旅行での騒ぎの責任を陽人に押し付けてしまったことから、彼への束縛を止めて「一人で立てる人間」になると決めている。
小豆 梓（あずき あずさ）
声 - 石原夏織
本作のヒロインの一人。一人称は「こっち」。陽人の高校に通う2年生で2組に在籍する。山吹色のロングヘアをゆるふわウェーブに整えた美少女で貧乳、靴下はニーソックスを履いている。感情表現が豊かで見ていて飽きないため、陽人から「犬のよう」と評されている。水瓶座のA型。所属部活はなし。
意地っ張りだが繊細な性格で、友人関係のトラブルが理由で軽い人間不信となり、2年の4月に転校してきた。登場当初は陽人の「建前」を得て、強いお嬢様を演じていた。また、夜間のアルバイトを複数掛け持ちするなど、努力家でもある。中盤では「変態王子」の悪評を信じる児童福祉クラブの一年生たちを諭すなどの人間的な成長を見せる。
陽人ほどではないものの成績はあまり良くないが、自他共に認める動物好きで動物や昆虫に関する知識は相当深く、動物や昆虫にちなんだ比喩をする。また、漫画好きで特に「小公女ガメラ」を愛読している。
人間不信から立ち直らせてくれた陽人に対して好意を抱いているが、陽人からは友達以上の認識がなかったうえに彼がつくしと仲良くしている所を目撃したため、一時期ギクシャクするが、陽人の真意を知り、和解する。以降は陸上部に顔を出したり、休日にデートに誘ったりと積極的にアプローチしている。月子に対しては恋のライバルというだけでなく友人として接しており、彼女と陽人の仲を取り持ったこともある。
幼少期に麻衣と交流があり、「まーちゃん」「あーちゃん」と呼び合う仲だったが、転居により疎遠になってしまった。
筒隠 つくし（つつかくし つくし）
声 - 田村ゆかり
本作のヒロインの一人。一人称は「私」。月子の姉であり高校3年生の陸上部部長。ロングヘアをポニーテールにしたスタイル抜群で運動万能な美人、妹と同じく青みがかった瞳をしている。陽人から「ライオンのよう」と評されている。
性格はいたって厳格であり、また感情が面に出にくいため、周囲から「鋼鉄の王」という渾名で呼ばれ恐れられている。ただし、「変態王子」と呼ばれ部内で孤立した陽人を気にかけたり、いがみ合う陽人と麻衣の仲を取り持ったりと優しいところもあり、月子から「本音」を譲り受けた後は表情が豊かになったこともあって周囲との関係も改善され、陽人から「鋼鉄さん」と呼ばれるようになった。また人を信じやすく、思い込みが激しい一面がある。ファンタジーや空想物のような「わくわくする物」が好き。
ボードゲームが大好きで、オリジナルのゲームをいくつか作っている。また手先が器用で過去に笑わない猫像を作っている。
極度のシスターコンプレックスであり、英語や横文字が苦手であるにもかかわらず、妹と結婚するために同性結婚の認められているマサチューセッツ州にあるマサチューセッツ工科大学への進学を望んでいる。妹にちょっかいを出す横寺・弟を目の敵にしていたが筒隠家での一件以来、横寺・弟に対しても好意を寄せるようになり、重婚の認められているアラビア半島への移住を考えている。
槍投げが専門でインターハイを3連覇しており、武術にも精通している一方で、学業の成績が悪い。スポーツ推薦の話が早稲田大学など有名大学から菓子折り付きで来ていたが全て翌日に断わっており、月子を落胆させている。また、滑り止めに東京大学を受験するという考えを聞いた陽人も落胆させている。
幼少期は勤勉家だったが、他者への思いやりに欠けていた。母・ツカサに「（母親から）色々なことを教えてもらうまで勉強しない」と誓ったことをきっかけに、現在の人格が形成された。
エミ（エマヌエーラ・ポルラローラ）
声 - 寺川愛美
教会の聖歌隊に所属している少女。髪型はライトピンクのツインテール。陽人から「ウサギのよう」と評されている。父親は民俗学の教授をやっている。
表では可愛らしく振る舞うが、本性は生意気でずる賢く、特に陽人と2人きりの時は意地悪な本性を見せることもある。
かつて聖歌隊に馴染めず孤立していたところをポン太の飼っていたウサギを探していた中学生時代の陽人と出会い、親交を持つ。その後、再会を約束してイタリアへ帰国していたが、梓のサポート役として猫神に呼び寄せられ、猫神の力で校舎をイタリア風に模様替えしたり、陽人を人気者にするなど、数々のいたずらを行う。陽人が約束を忘れていたことに怒るものの、猫神から願いのキャンセルで消されそうになったところを救われ、和解する。その後は家族と共に日本に留まり、父親と共に陽人の行く先々に現れる。

### 学校関係者
ポン太（ポンた）
声 - 野島裕史、内山夕実（幼少期）
小学校時代からの陽人との腐れ縁の幼馴染にして同級生。古典落語の様な喋り方や立ち居振る舞いをしている。女性に関する煩悩にまみれていたが、笑わない猫に「煩悩」を渡してからは、人道的事柄に関して興味を抱いている。陽人同様成績は良くなく、陸上部で孤立している陽人を気遣い自分の部活に誘うなど、友達思いな一面も見せる。また、麻衣とも交流があるが、ほとんどがポンタのセクハラで仲が良いとは言えない。
江戸歴史探究部に所属していたが退部し、「まっとうな不幸より、いつわりの愛を」略してマフィアクラブを設立し、「吸うだけで幸せになれる草」を栽培したり、学校行事に参加しては予算を流用したりして得た資金で人道支援を行おうとしている。第7巻では冬休みを利用して海外のボランティア活動に参加している。
幼少期より雌のウサギを飼っており、「弥次さん」と呼んで溺愛している。
舞牧 麻衣（まいまき まい）
声 - 高倉有加
陸上部副部長。部長であるつくしを髪型や髪留めの色、口調まで真似るほど心底敬愛している。陽人から「キツネのよう」と評されている。
感情を表に出すのが苦手で、友人らと通じ合えないことに劣等感を抱いている。ただし、修学旅行の班分けであぶれた陽人や梓と組んだり、陽人が部活に参加禁止になった時には顧問にとりなそうとしたりするなど、根は友達思い。プリンが好物。
暫定部員になってから急速につくしと親しくなった陽人に辛く当たっていたが、心底嫌っている訳ではなく、「変態王子」と呼ばれるようになっても通じ合える友人がいる彼を羨んでいただけで、入れ替わりの件を経て彼の苦悩を理解した後は意気投合し、渾名で呼び合うようになる。
実は陽人が思わず怯んでしまうほどの性的嗜好の持ち主で、際どい発言をすることが多い。下着フェチでもあることから、陽人に下着を渡したり、逆に彼の下着を全てせしめたことがある。
また、梓とは幼馴染であるが、連絡が取れなくなったためお互いに忘れている。
和歌本 羽夏（わかもと わか）
女子水泳部の新部長。麻衣の親友で入学当初以来の友人。ほんわかとした雰囲気から陽人に「ほんわかさま」と呼ばれており、また「タヌキのよう」と評されている。
おおらかな性格で友人らの変態性にも動じず、陽人が女子水泳部を日々覗いていることを知りながらも普通に接している。時折、腹黒い部分を見せることがあり、陽人から「笑顔と別の感情が同居できるタイプ」と評された。また、麻衣にはよく過激なスキンシップをする。
友人に渾名を付ける癖があり、麻衣のことを「マイマイ」と呼んだのを皮切りに、陽人を「王子くん」、月子を「ツッツー」、梓を「アズアズ」と呼んでいる。
数学教師
数学の教師。生徒から「ヒゲダルマ」の渾名で呼ばれている。
生徒思いで、陽人や梓の事情を聞いて補習を取りやめたり、修学旅行で問題を起こした陽人を庇った。
学年主任
二年の学年主任。陽人から「オールドミス」の渾名で呼ばれている。
陽人を敵視しており、彼を「女性の敵」「鬼畜」などと公言している。
アニメで女性教師（声 - 慶長佑香）が登場しているが、この学年主任と同一人物かは不明。

### その他の登場人物
猫神（ねこがみ）
声 - 久保ユリカ
筒隠家に代々受け継がれてきた神様。慇懃無礼な性格で陽人たちを翻弄させては、その姿を楽しむという残忍な面を持つ。梓に憑依していた時に逆襲された経緯から陽人を恨んでいるが、強く出られると頭が上がらなくなる。
つくしの代で封印されていたが、梓の身体を乗っ取って以降、様々なものに憑依しては、数々の事件を引き起こす。
猫神の伝承等は用語を参照。
モリイ、モリヤ
声 - 高橋未奈美（モリイ）、洲崎綾（モリヤ）
梓が前の学校に在籍していた頃の友人。2人でいることが多く、「モリモリコンビ」と呼ばれている。モリイは黒髪でモリヤは銀髪。梓を「コマメちゃん」と呼ぶ。
能天気な性格で友達思いなのだが、ふとした悪戯がきっかけで梓を人間不信へと追い詰めてしまった。再会後、陽人が仲直りを兼ねた旅行を計画され旅先のホテルで梓に謝罪し和解へと至り、現在も交流を続けている。負い目があるせいか梓が強く出ると大人しくなるところがある。
筒隠 ツカサ（つつかくし ツカサ）
声 - 櫻井浩美
つくしと月子の母で陽人の通っていた保育園の保母。現在は故人。キャンディーが好物でよく棒状のキャンディーをくわえている。
高校在学中につくしを妊娠したことから夫と駆け落ち同然で結婚。その後月子を産むが、夫の仕事の都合と家の相続の問題もあり、別居することとなる。そのため、夫の両親や娘達と距離ができている。大洪水の時に感染症を患っている。
遺影の印象と異なり生前の性格はかなりぶっきらぼうで大雑把だが、愛情深い一面を持つ。
未来からやってきた陽人や月子と出会い、彼らの仲介で娘達と和解した。
梓の母親
声 - 豊崎愛生
年齢に対して外見が若く、誰に対しても浮世離れしたレベルで友好的な態度を取る。ファッション誌の編集長をやっている。
ビクトールという名のミドリガメを溺愛している。
陽人が言うには梓よりも背が低い。
エミの父親
地の文では「エミパパ」と称されている。
普段は日本語と英語を混ぜたような言葉でしゃべる。時々、他人の個人情報を根掘り葉掘り聞こうとする。
エミを溺愛しており、しばしばエミにコスプレをさせては写真を撮っている。
その場に居合わせず、誰にも事情を聞いたわけでもないのにも関わらず、月子が表情を失っていることや猫神のことをよく知っており、謎が多い。
横寺 四葉（よこでら よつば）
陽人の姉であるが、昔から身体が弱く入退院を繰り返している。

## 用語
猫神（ねこがみ）
一族の願いを叶え繁栄を授ける代わりに一族代々の寿命を削る「家憑き」の神様。キャラクターとしての詳細はその他の登場人物を参照。
二種類存在しており、それぞれ「引き渡す猫」と「引き寄せる猫」と呼ばれている。
笑わない猫像
筒隠家の所有地である一本杉の丘の頂上にある猫を象った木像。普通の招き猫とは違い表情はなく手の平を表にして両手を挙げた、まるで物をねだるような姿をしている。
お供え物と引き換えに願掛けをした人の不要な物をそれを必要をしている他の人に引き渡す力を持っている。ポン太が「煩悩」を不要とした時には陽人にその煩悩が渡り、陽人が「建前」を不要とした時は梓に建前が渡った。しかし月子の場合はなぜか他人には渡らずに猫像自身に「本音」が渡り、後に月子の願いでつくしに「本音」が渡った。
幼少期のつくしが姉妹喧嘩の仲直りを猫神様の像に願った時に出現した木材と彫刻刀で制作した。
猫神様の像
筒隠家の土蔵に収められている巨大な猫の像であり、笑わない猫像のモデル。ただし、笑わない猫像と異なり、手招きしている姿で首の部分に「封」の字が刻まれている。
一本杉の丘にある木像と違い、願い主の願望を願い主の意に沿わないかたちで叶えるが、願い事を「取り消し」することができる。
猫の駒
つくしが自作したゲーム「筒隠奨棋（つつかくししょうぎ）」の駒として彫ったもの。猫神様の像を思わせる姿と笑わない猫像を思わせる姿の2種類が存在している。
他の猫像同様、願いを叶える力を持っており、第6巻の入れ替わり騒ぎを引き起こした。
なお、この他にも「筒隠奨棋」の駒として、「槍」、「太陽」、「月子」が登場している。
小公女ガメラ（しょうこうじょガメラ）
梓が愛読する少女漫画。主人公のガメラが陰湿ないじめをお嬢様プラズマで撃砕するという内容。
「人魚姫ガメラ」という続編や「ガメラの沖縄浪漫紀行」というスピンオフがある。

## 制作背景
題名は、元々作者のさがらが将棋好きで、執筆当時将棋界で「振り穴王子」（広瀬章人の異名）という言葉が流行っていたことから名付けられた。受賞が決まってからは編集からの改稿提案で「イラストになりやすいエピソードを考える」「読者の欲求を掬い取る」といったことを学んだという。
作者によれば「幻の第2巻」が存在する。元々受賞から第1巻発売まで間が空いたことから、原稿の書き貯めを狙って書いたもので「今よりもっとドシリアスな話になっていた」が、編集から全ボツにされてしまった。後にインタビューで「どこかで世に出せませんか」と語っており、作者として未練がある模様。
本作は書籍化をするにあたって改題が予定されていたが、半年以上の議論を経て最終的には一周回って元のままでいいのではないかという結論に行きついており、作者は決して安易な気持ちでタイトルを決めたわけではないと話している。なお、作者は『爽やか王子と笑わない猫』というタイトルを別案として考えていたが、担当編集者から「この作品は普通に変態だから」という理由で却下されている。

## 評価
第6回MF文庫Jライトノベル新人賞にて最優秀賞を受賞した（受賞時のタイトルは「変態王子と笑わない猫」）。同賞で審査員を務めた日日日は本作を以下のように評している。

## 既刊一覧

### 小説
- さがら総（著）・カントク（イラスト） 『変態王子と笑わない猫。』 メディアファクトリー→KADOKAWA〈MF文庫J〉、全13巻
  1. 2010年10月31日初版発行（10月25日発売[35]）、ISBN 978-4-8401-3555-9
  2. 2011年1月31日初版発行（1月25日発売[36]）、ISBN 978-4-8401-3800-0
  3. 2011年5月31日初版発行（5月25日発売[37]）、ISBN 978-4-8401-3893-2
  4. 2011年9月30日初版発行（9月22日発売[38]）、ISBN 978-4-8401-4207-6
  5. 2012年3月31日初版発行（3月23日発売[39]）、ISBN 978-4-8401-4528-2
  6. 2013年3月31日初版発行（3月25日発売[40]）、ISBN 978-4-8401-4686-9
ドラマCD付き特装版：同日初版発行（同日発売[41]）、ISBN 978-4-8401-4973-0
  7. 2013年10月31日初版発行（10月25日発売[42]）、ISBN 978-4-04-066028-8
  8. 2014年4月30日初版発行（4月25日発売[43]）、ISBN 978-4-04-066389-0
  9. 2014年12月31日初版発行（12月25日発売[44]）、ISBN 978-4-04-067316-5
  10. 2015年5月31日初版発行（5月25日発売[45]）、ISBN 978-4-04-067655-5
  11. 2016年4月30日初版発行 (4月25日発売[46]）、ISBN 978-4-04-067954-9
  12. 2018年3月31日初版発行 (3月24日発売[47]）、ISBN 978-4-04-069182-4
  13. 2019年3月31日初版発行 (3月25日発売[48]）、ISBN 978-4-04-065624-3

### 漫画
コミカライズ版
- さがら総（原作）・カントク（キャラクター原案）・お米軒（作画） 『変態王子と笑わない猫。』 メディアファクトリー →KADOKAWA〈MFコミックス アライブシリーズ〉、全8巻 
  1. 2011年8月31日初版発行（8月23日発売[49]）、ISBN 978-4-8401-4024-9
  2. 2012年3月31日初版発行（3月23日発売[50]）、ISBN 978-4-8401-4436-0
  3. 2012年10月31日初版発行（10月23日発売[51]）、ISBN 978-4-8401-4736-1
  4. 2013年3月31日初版発行（3月23日発売[52]）、ISBN 978-4-8401-5031-6
  5. 2014年1月31日初版発行（1月23日発売[53]）、ISBN 978-4-04-066244-2
  6. 2015年3月31日初版発行（3月23日発売[54]）、ISBN 978-4-04-067285-4
  7. 2015年12月30日初版発行（12月22日発売[55]）、ISBN 978-4-04-067859-7
  8. 2018年3月23日初版発行（同日発売[56]）、ISBN 978-4-04-069827-4

スピンオフ版
- さがら総（原作）・カントク（キャラクター原案）・華師（作画） 『変態王子と笑わない猫。にゃ!』 メディアファクトリー〈MFコミックス アライブシリーズ〉、2013年3月31日初版発行（3月23日発売[57]）、ISBN 978-4-8401-5032-3

### 関連書籍
- カントク 『変態王子と笑わない猫。 カントクアートワークス』 KADOKAWA、2014年4月25日発売[58]、ISBN 978-4-04-066326-5
- カントク 『NOTE 変態王子と笑わない猫。 カントクアートワークス』 KADOKAWA、2019年7月25日発売[59]、ISBN 978-4-04-065736-3

## テレビアニメ
2012年7月にテレビアニメ化が発表され、AFA2012シンガポールで初めてPVが公開、コミックマーケット83にてこれを収録したDVDが販売された。
2013年4月より6月まで、TOKYO MX・毎日放送・テレビ愛知・RKB毎日放送・テレビ北海道・BS11・アニマックスにて放送された。

### スタッフ
- 原作 - さがら総（MF文庫J『変態王子と笑わない猫。』 / メディアファクトリー刊）[61]
- キャラクター原案 - カントク[61]
- 監督 - 鈴木洋平[13]
- シリーズ構成 - 伊藤美智子[13]
- キャラクターデザイン - 飯塚晴子[13]
- プロップデザイン - 木野下澄江[62]
- 美術監督 - 三原伸明[63]
- 色彩設計 - 日野亜朱佳[62]
- 撮影監督 - 佐藤敦[62]
- 編集 - 後藤正浩[62]
- 音響監督 - 明田川仁[13]
- 音楽 - 菊谷知樹[63]
- 音楽制作 - キングレコード[62]、フロンティアワークス[62]
- 音楽プロデューサー - 若林豪[62]
- プロデューサー - 轟豊太[62]、吉沼忍[62]、高橋昌宏[62]、斎藤治年[62]、岩浅健太朗[62]
- アニメーション制作プロデューサー - 藤代敦士[62]
- アニメーション制作 - J.C.STAFF[61]
- 製作 - 「変猫。」製作委員会（フロンティアワークス、メディアファクトリー、ブシロード、フリュー、J.C.STAFF）[63]

### 主題歌
オープニングテーマ「Fantastic future」
作詞 - 畑亜貴 / 作曲・編曲 - 太田雅友 / 歌 - 田村ゆかり
エンディングテーマ「Baby Sweet Berry Love」
作詞 - 山崎寛子 / 作曲 - 俊龍 / 編曲 - Sizuk / 歌 - 小倉唯
第1話はEDなし。

### 各話リスト
| 話数   | サブタイトル           | 脚本             | 絵コンテ | 演出              | 作画監督                                | 総作画監督            |
| ------ | ---------------------- | ---------------- | -------- | ----------------- | --------------------------------------- | --------------------- |
| 第1話  | 変態さんと笑わない猫   | 伊藤美智子       | 鈴木洋平 | 鈴木洋平          | 都築裕佳子                              | 都築裕佳子            |
| 第2話  | 妖精さんは怒らない     | 伊藤美智子       | 鈴木洋平 | 太田知章          | 井本由紀、冨永詠二 田中美穂             | 木野下澄江            |
| 第3話  | 哀しむ前に声を出せ     | ヤスカワショウゴ | 篁蒼氓   | 筑紫大介          | 飯飼一幸                                | 都築裕佳子            |
| 第4話  | 気楽な王の斃し方       | 伊藤美智子       | 湖山禎崇 | 湖山禎崇          | 長谷川亨雄、福永智子 市原圭子           | 木野下澄江            |
| 第5話  | さよならマイホーム     | ヤスカワショウゴ | 岩崎良明 | 岩崎良明          | 小林亮、小川浩司 山元浩、中島美子       | 都築裕佳子            |
| 第6話  | ようこそマイフレンド   | ヤスカワショウゴ | 篁蒼氓   | 徳本善信          | 兵渡勝                                  | 木野下澄江 都築裕佳子 |
| 第7話  | いつかはマイファミリー | ヤスカワショウゴ | 高田耕一 | 松川朋弘          | 木本茂樹                                | 木本茂樹              |
| 第8話  | 100%の女の子           | 今千秋           | 篁蒼氓   | 丸山由太          | 長谷川亨雄、小川浩司 田中美穂、松岡謙司 | 都築裕佳子 木野下澄江 |
| 第9話  | 幸福な王子             | 伊藤美智子       | 篁蒼氓   | 白石道太 松川朋弘 | 飯飼一幸                                | 木野下澄江            |
| 第10話 | 一番長いということ     | 今千秋           | 高田耕一 | 松村政輝          | 冨永詠二                                | 都築裕佳子            |
| 第11話 | 筒隠さんの家の中       | ヤスカワショウゴ | 湖山禎崇 | 則座誠            | 酒井智史、青木里恵 佐々木幸恵           | 木野下澄江            |
| 第12話 | 変態王子と記憶の外     | 伊藤美智子       | 鈴木洋平 | 鈴木洋平          | 伊東葉子、小森篤 長谷川亨雄、小野田将人 | 都築裕佳子            |

### 放送局
| 放送地域   | 放送局       | 放送期間                | 放送日時                     | 放送系列       | 備考                    |
| ---------- | ------------ | ----------------------- | ---------------------------- | -------------- | ----------------------- |
| 東京都     | TOKYO MX     | 2013年4月13日 - 6月29日 | 土曜 22:30 - 23:00           | 独立局         |                         |
| 愛知県     | テレビ愛知   | 2013年4月14日 - 6月30日 | 日曜 2:20 - 2:50（土曜深夜） | テレビ東京系列 |                         |
| 近畿広域圏 | 毎日放送     | 2013年4月14日 - 6月30日 | 日曜 2:28 - 2:58（土曜深夜） | TBS系列        | 『アニメシャワー』第2部 |
| 日本全域   | BS11         | 2013年4月15日 - 7月1日  | 月曜 0:30 - 1:00（日曜深夜） | BS放送         | 『ANIME+』枠            |
| 福岡県     | RKB毎日放送  | 2013年4月16日 - 7月2日  | 火曜 2:33 - 3:03（月曜深夜） | TBS系列        |                         |
| 北海道     | テレビ北海道 | 2013年4月17日 - 7月3日  | 水曜 2:05 - 2:35（火曜深夜） | テレビ東京系列 |                         |
| 日本全域   | アニマックス | 2013年4月18日 - 7月11日 | 木曜 22:00 - 22:30           | BS/CS放送      | リピート放送あり        |
| 日本全域   | アニマックス | 2013年4月20日 - 7月13日 | 土曜 22:00 - 22:30           | BS/CS放送      | [ 注 19 ]               |

### BD / DVD
| 特記の無い曲は菊谷知樹作曲。 |                                              |           |           |           |       |
| #                            | タイトル                                     | 作詞      | 作曲      | 編曲      | 時間  |
| 1.                           | 「変態さんのご提案」(歌：筒隠月子（小倉唯）) | 中野愛子  | 水野大輔  | 水野大輔  | 4:04  |
| 2.                           | 「変態の朝」                                 |           |           |           | 1:36  |
| 3.                           | 「明るい変態」                               |           |           |           | 1:41  |
| 4.                           | 「公公公公」                                 |           |           |           | 1:35  |
| 5.                           | 「月の猫」                                   |           |           |           | 1:25  |
| 6.                           | 「わたしのおもいで」                         |           |           |           | 1:41  |
| 7.                           | 「ペルソナ」                                 |           |           |           | 2:01  |
| 8.                           | 「それでもまた変態は走り出す」               |           |           |           | 1:37  |
| 9.                           | 「引き渡す猫」                               |           |           |           | 1:43  |
| 10.                          | 「君が居なかった頃」                         |           |           |           | 2:09  |
| 11.                          | 「変態さんのご提案 w/o Tsukiko」             | 中野愛子  | 水野大輔  | 水野大輔  | 4:05  |
| 合計時間:                    | 合計時間:                                    | 合計時間: | 合計時間: | 合計時間: | 23:37 |

| 特記の無い曲は菊谷知樹作曲。 |                                               |            |           |           |       |
| #                            | タイトル                                      | 作詞       | 作曲      | 編曲      | 時間  |
| 1.                           | 「ちょっやっにゃっ!」(歌：小豆梓（石原夏織）) | 夕野ヨシミ | manzo     | manzo     | 4:11  |
| 2.                           | 「お嬢様と犬」                                |            |           |           | 1:25  |
| 3.                           | 「なのです」                                  |            |           |           | 1:34  |
| 4.                           | 「これを聴いているあなたも変態さんですね」    |            |           |           | 1:13  |
| 5.                           | 「にゃのにぃ!」                               |            |           |           | 1:18  |
| 6.                           | 「にゃんだから!」                             |            |           |           | 0:57  |
| 7.                           | 「明日いいことあったなら」                    |            |           |           | 1:54  |
| 8.                           | 「Cacophony」                                 |            |           |           | 1:39  |
| 9.                           | 「うしろすがた」                              |            |           |           | 2:09  |
| 10.                          | 「夜明け」                                    |            |           |           | 2:09  |
| 11.                          | 「ちょっやっにゃっ! w/o Azusa」               | 夕野ヨシミ | manzo     | manzo     | 4:09  |
| 合計時間:                    | 合計時間:                                     | 合計時間:  | 合計時間: | 合計時間: | 22:38 |

| 特記の無い曲は菊谷知樹作曲。 |                                                              |           |           |                          |       |
| #                            | タイトル                                                     | 作詞      | 作曲      | 編曲                     | 時間  |
| 1.                           | 「あいあん♥はあと♥ぷろぽーぷ」(歌：筒隠つくし（田村ゆかり）) | 大森祥子  | 多ヶ谷樹  | 多ヶ谷樹 吉田穣 水野大輔 | 3:39  |
| 2.                           | 「蘇る変態」                                                 |           |           |                          | 1:13  |
| 3.                           | 「R・U・N!」                                                 |           |           |                          | 1:15  |
| 4.                           | 「へんたいかんそく」                                         |           |           |                          | 1:35  |
| 5.                           | 「変態さんですね」                                           |           |           |                          | 1:21  |
| 6.                           | 「変態征伐記」                                               |           |           |                          | 1:32  |
| 7.                           | 「鋼鉄の王」                                                 |           |           |                          | 1:39  |
| 8.                           | 「どこかへいってしまったもの」                               |           |           |                          | 1:48  |
| 9.                           | 「あいあん♥はあと♥ぷろぽーぷ w/o Tsukushi」                  | 大森祥子  | 多ヶ谷樹  | 多ヶ谷樹 吉田穣 水野大輔 | 3:37  |
| 合計時間:                    | 合計時間:                                                    | 合計時間: | 合計時間: | 合計時間:                | 17:39 |

| 特記の無い曲は菊谷知樹作曲。 |                                                      |           |           |           |       |
| #                            | タイトル                                             | 作詞      | 作曲      | 編曲      | 時間  |
| 1.                           | 「仕返しだって100パーセント!」(歌：エミ（寺川愛美）) | 中野愛子  | 山口朗彦  | 山口朗彦  | 4:21  |
| 2.                           | 「笑う変態」                                         |           |           |           | 1:30  |
| 3.                           | 「かえりみち」                                       |           |           |           | 1:41  |
| 4.                           | 「いっしょに」                                       |           |           |           | 2:03  |
| 5.                           | 「どこかへいってしまったもの（オルゴールver）」      |           |           |           | 1:34  |
| 6.                           | 「残照」                                             |           |           |           | 1:47  |
| 7.                           | 「あなたのおもいで」                                 |           |           |           | 1:50  |
| 8.                           | 「変台風 II」                                        |           |           |           | 1:41  |
| 9.                           | 「変態は荒野を目指す」                               |           |           |           | 1:36  |
| 10.                          | 「仕返しだって100パーセント! w/o Emi」               | 中野愛子  | 山口朗彦  | 山口朗彦  | 4:19  |
| 合計時間:                    | 合計時間:                                            | 合計時間: | 合計時間: | 合計時間: | 22:22 |

| 特記の無い曲は菊谷知樹作曲。 |                                                    |            |           |                          |       |
| #                            | タイトル                                           | 作詞       | 作曲      | 編曲                     | 時間  |
| 1.                           | 「拒絶！軽蔑！罵詈雑言」(歌：舞牧麻衣（高倉有加）) | 夕野ヨシミ | 多ヶ谷樹  | 多ヶ谷樹 吉田穣 水野大輔 | 3:40  |
| 2.                           | 「Step by 変態」                                   |            |           |                          | 1:40  |
| 3.                           | 「はじまりのうた」                                 |            |           |                          | 1:47  |
| 4.                           | 「ねこのこ」                                       |            |           |                          | 1:58  |
| 5.                           | 「猫。」                                           |            |           |                          | 1:29  |
| 6.                           | 「振り返れば猫がいる」                             |            |           |                          | 1:40  |
| 7.                           | 「引き寄せる猫」                                   |            |           |                          | 1:30  |
| 8.                           | 「笑わない猫」                                     |            |           |                          | 1:31  |
| 9.                           | 「拒絶！軽蔑！罵詈雑言 w/o Fukubucho」             | 夕野ヨシミ | 多ヶ谷樹  | 多ヶ谷樹 吉田穣 水野大輔 | 3:38  |
| 合計時間:                    | 合計時間:                                          | 合計時間:  | 合計時間: | 合計時間:                | 18:53 |

| 特記の無い曲は菊谷知樹作曲。 | |           |           |           |       |
| #                            | タイトル | 作詞      | 作曲      | 編曲      | 時間  |
| 1.                           | 「変態王子の飾らない唄」(歌：横寺陽人（梶裕貴）)                                                                                    | やしきん  | 福富雅之  | eba       | 5:02  |
| 2.                           | 「へんねこらじおです。 〜変態さんとパンプキン〜」(歌：筒隠月子（小倉唯）、エミ（寺川愛美） Webラジオ『へんねこらじお』テーマソング) | 三重野瞳  | 山口朗彦  | 山口朗彦  | 3:29  |
| 3.                           | 「王子の朝」 |           |           |           | 1:33  |
| 4.                           | 「変態は君に語りかける」 |           |           |           | 1:33  |
| 5.                           | 「やったねラッキー変態」 |           |           |           | 1:21  |
| 6.                           | 「HENTAI IS WATCHING YOU」 |           |           |           | 1:30  |
| 7.                           | 「午後の賢者タイム」 |           |           |           | 1:35  |
| 8.                           | 「変台風 I」 |           |           |           | 2:35  |
| 9.                           | 「変態の休息」 |           |           |           | 2:10  |
| 10.                          | 「夏空」 |           |           |           | 1:34  |
| 11.                          | 「華燭の典」 |           |           |           | 1:55  |
| 12.                          | 「変態王子の飾らない唄 w/o Youto」                                                                                                  | やしきん  | 福富雅之  | eba       | 5:03  |
| 13.                          | 「へんねこらじおです。～変態さんとパンプキン～ w/o Tsukiko&Emi」                                                                    | 三重野瞳  | 山口朗彦  | 山口朗彦  | 3:27  |
| 合計時間:                    | 合計時間: | 合計時間: | 合計時間: | 合計時間: | 32:47 |

### へんねこBBS
テレビアニメの放送に先駆け、2013年1月よりTOKYO MXで30秒のCM『へんねこBBS』が放送された。タイトルの『BBS』はBEST BONNO SELECTIONの略。パーソナリティは横寺陽人と筒隠月子で、内容は毎週更新されていた。主にアニメ枠の近くで放送され、3月15日からはBS11でも第1回から順次放送された。なおこれらは後日発売されるBlu-ray特装版もーそうパックおよび特装版にも収録された。

### ラジオ
『へんねこらじお』のタイトルで、2013年2月24日より12月22日までラジオ大阪にて日曜24:00 - 24:30に放送。また、 同年2月25日よりHiBiKi Radio Stationにて月曜に配信も行われた。パーソナリティは小倉唯と寺川愛美。
コーナー
- 猫像にお・ね・が・い♥

- リスナーが感じたいらないものを封筒に入れて番組に送るコーナー。

- 変態っぽい心理てすとのお時間です。
- 本音ちゃんと建前ちゃん!

ゲスト
- 第7、8回、特別版（1）：石原夏織（小豆梓役）
- 第9、10回：さがら総 (原作者)、岩浅健太郎（MF文庫J担当編集）
- 第34回：鈴木洋平（監督）、轟豊太（プロデューサー）
- 第41、42回：さがら総、カントク（キャラクター原案）
- 特別版（2）：高倉有加（副部長役）
- 特別版（3）：久保ユリカ（笑わない猫像役）、高倉有加

ラジオCD
発売元は響ミュージック 。
| 巻       | 発売日        | 規格品番  | 仕様                                                                                      |
| -------- | ------------- | --------- | ----------------------------------------------------------------------------------------- |
| そのいち | 2013年7月31日 | HNNK0002  | DISC1：新規録り下ろし特別版オーディオCD DISC2：データCD-ROM（第1回 - 第12回をMP3で収録）  |
| そのにっ | 2014年1月29日 | HNNK-0003 | DISC1：新規録り下ろし特別版オーディオCD DISC2：データCD-ROM（第13回 - 第28回をMP3で収録） |
| そのさん | 2014年3月26日 | HNNK-0004 | DISC1：新規録り下ろし特別版オーディオCD DISC2：データCD-ROM（第29 - 第44回をMP3で収録）   |

## ゲーム
2013年10月31日、クオリティコンフェデンスよりPSP用ゲームソフトがリリースされた。
ファミ通の40点満点のクロスレビューで30点のシルバー殿堂入りだった。

## オーディオドラマ
同原作別作品『教え子に脅迫されるのは犯罪ですか？』とのコラボオーディオドラマ、『『教え子に脅迫されるのは犯罪ですか？』×『変態王子と笑わない猫。』コラボオーディオドラマ『教え子の国のアリスたち』』が2019年12月25日に配信された。